# Музей ювелирного искусства (Ханау)
Музей ювелирного искусства (нем. Deutsches Goldschmiedehaus, букв. «Дом немецких ювелиров»), иногда называемый Старая ратуша (нем. Altstädter Rathaus) — музей в гессенском городе Ханау, располагающийся в бывшей ратуше Старого города; позднеготическое фахверковое здание с элементами раннего Ренессанса, построенное в 1538 году, используется как музей с XIX века. Гольдшмидехауз является памятником архитектуры.

## История и описание
Сегодняшнее здание «Немецкого дома ювелиров» было возведено как фахверковое строение на длинной стороне рынка Старого города: по стилю оно одновременно относится и к поздней готике, и раннему Ренессансу; датировка строительства базируется на надписи «1538» на самом строении. Парадная лестница ратуши была пристроена по проекту Кристиана Людвига Германа в 1742 году. Многочисленные рельефы из песчаника были созданы в XIV—XVI веках и встроены в фасад. Первоначально на первом этаже находились торговые залы, а на втором — зал заседаний городского совета; верхний этаж был отдан под склад. Фонтан из песчаника, расположенный перед ратушей, относится к эпохе Возрождения: он был заказан в 1607—1608 годах советом Старого города Ханау и создан скульптором из Бюдингена Йоханнесом Рабом.
После слияния городских администраций старого и нового города Ханау, произошедшем в третьем десятилетии XIX века, старая ратуша стала излишней и с конца XIX века до Второй мировой войны она служила музеем при городском историческом обществе. В бывшем небольшом внутреннем дворе расположился местный лапидарий. В марте 1945 года, во время серии воздушных налетов на Ханау, здание сгорело — остался лишь фундамент и две стены. Сегодняшнее строение представляет собой реконструкцию 1955—1958 годов; к зданию была также добавлена задняя лестница. В связи с тем, что бывшую ратушу предполагалось использовать как выставочное пространство, было решено отказаться от реконструкции оригинальной планировки внутренних помещений.